# بروانه
بروانه (به عربی: بروانة) یک منطقه مسکونی در عراق است که در استان انبار واقع شده‌است.

## خصوصیات
بروانه  ۲۰٬۰۰۰ نفر جمعیت دارد.